# Nocenka zahradní
Nocenka zahradní (Mirabilis jalapa), nebo také nocenka jalapenská, je jedním z asi 50 až 60 druhů rodu nocenka. Tato původem americká tropická rostlina byla pro půvabné mnohobarevné a vonící květy v minulosti pantropicky rozšířena do zahrad téměř po celé zeměkouli.

## Výskyt
Tato vytrvalá rostlina pochází z peruánských tropů Jižní Ameriky, odkud se přes Mexiko dostala roku 1540 do Španělska; druhové jméno dostala podle některého ze středoamerických měst jménem Jalapa. Pro svou krásu a nenáročnost velmi rychle zdomácněla snad ve všech oblastech s tropickým a subtropickým klimatem, kde byla vysazována jako módní ozdobná rostlina. Je pěstována i v krajích mírného podnebného pásu, kde však již vyžaduje od pěstitelů větší péči.
V České republice, kde nejsou vhodné klimatické podmínky, nocenka zahradní ve volné přírodě neroste a je pěstována jen jako raritní zahradní rostlina.

## Popis
Nocenka zahradní je ve své vlasti trvalkou, která se v klimatických oblastech s mrazy pěstuje jako jednoletá bylina. Z hlízovitého černohnědého kořene vyrůstá přímá lodyha 30 až 100 cm vysoká (u trvalek až 150 cm). Je odspodu bohatě rozvětvená, podélně tupě čtyřhranná, světle zelená nebo načervenalá, v uzlinách zhrublá a celá je holá nebo roztroušeně chlupatá. Je porostlá protistojnými listy 6 až 10 cm dlouhými a 4 až 6 cm širokými s 2 až 4 cm řapíky. Listové čepele jsou v obryse vejčité až trojhranné, u báze bývají srdčité neb uťaté, na vrcholu špičaté, po obvodě celistvé a řídce žláznatě chlupaté. Listy jsou svěže zelené nebo různě panašované.
Oboupohlavné květy na krátkých stopkách vyrůstají po třech až šesti v koncových svazečcích. Květ je odspodu krytý 6 až 11 mm dlouhým obalem (zákrovem), tvořeným pěti částečně srostlými vejčitými listeny, který je někdy považován za neexistující kalich. Pětičetné nerozlišené okvětí (20 až 60 mm dlouhé) je tvořeno trubkou (15 až 30 mm dlouhou) která se nálevkovitě rozšiřuje a přechází v pět široce rozevřených okrouhle zakončených lístků. Květy mohou mít v různých odstínech barvu bílou, růžovou, červenou, žlutou nebo jsou rozličně vícebarevně vzorované, všechny tyto variace se mohou vyskytnout na jediné rostlině. Dále květy vykvétající později mohou mít jinou barvu než měly květy již odkvetlé. V květu je pět tyčinek s načervenalými nitkami asi 4 cm dlouhými. Malý vejčitý semeník vytvořený z jednoho plodolistu a obsahující jediné vajíčko je 1,5 mm dlouhý, z květu mírně vyčnívající čnělka je červenavá a nese hlavičkovitou bliznu. Květy se otevírají až v podvečer a zůstávají otevřené do rána, kdy uvadají, další den k večeru se otvírají nové. Otevřené květy příjemně voní a jsou nejčastěji opylovány nočními motýly z čeledi lišajovitých nebo kolibříky, květy jsou pochoutkou např. pro jeleny.
Plodem je nepukavý, elipsovitý až kulovitý, černý nebo černohnědý, hrubě bradavčitý, na konci do zobáčku zúžený, až 9 mm velký jednosemenný antokarp s pěti podélnými rýhami. Obsahuje 4 až 6 mm velké půlkulovité semeno s endospermem. Černé semeno podobné pepři je jedovaté a po požití většího množství způsobuje zvracení a průjmy, případně může ohrozit i život.

## Pěstování
Pro bohaté kvetení potřebuje nocenka zahradní teplo, plné slunce, dostatek vláhy a výživnou propustnou půdu. Rostlina při podzimním poklesu teploty k 0 °C odumírá, aby další rok na jaře opět vyrašila z hlíznatého kořene. Ve středoevropských klimatických podmínkách však kořen pokles teploty pod -5 °C nesnese. Musí se před příchodem zimy vyjmout a je třeba mu zajistit přezimování v nemrznoucím prostředí. S příchodem teplého počasí po vysazení rychle raší a v půli léta rostlina vykvétá.
Lze ji také pěstovat jako jednoletou ze semene, které se vyseje do skleníku. Sazenice se ve stáří asi dvou měsíců po pominutí nebezpečí mrazů vysadí do živinami zásobené půdy na slunné stanoviště. Rostlina pěstovaná jako trvalka kvete od června do září (má i tisíc květů), jednoletka ze semene bývá s kvetením nejmíň o měsíc opožděná.

## Význam
Hlavni význam nocenky zahradní spočívá v jejím estetickém přínosu a v okolnosti, že spolehlivě roste i v nepříliš kvalitní půdě a bez zvláštních nároků na pravidelnou péči. To samozřejmě platí pro klimatické oblasti, kde se pěstuje jako trvalka, tam se často stává díky svým hlubokým kořenům i nelehce vymýtitelným plevelem. Ve středoevropských podmínkách je pro svou náročnost spíše zahradnickou zvláštností. Nedoporučuje se vysazovat na plochy, které jsou přísně barevně sladěné, není totiž předem známo, jakou barvu budou její květy mít. Kromě květů někdy používaných jako potravinářské barvivo a kořene (silné projímadlo) je rostlina nepoživatelná.
Nocenka zahradní vědcům slouží také jako modelová rostlina při studování mimojaderné dědičnosti, která mnohdy neprobíhá podle Mendelových zákonů dědičnosti.

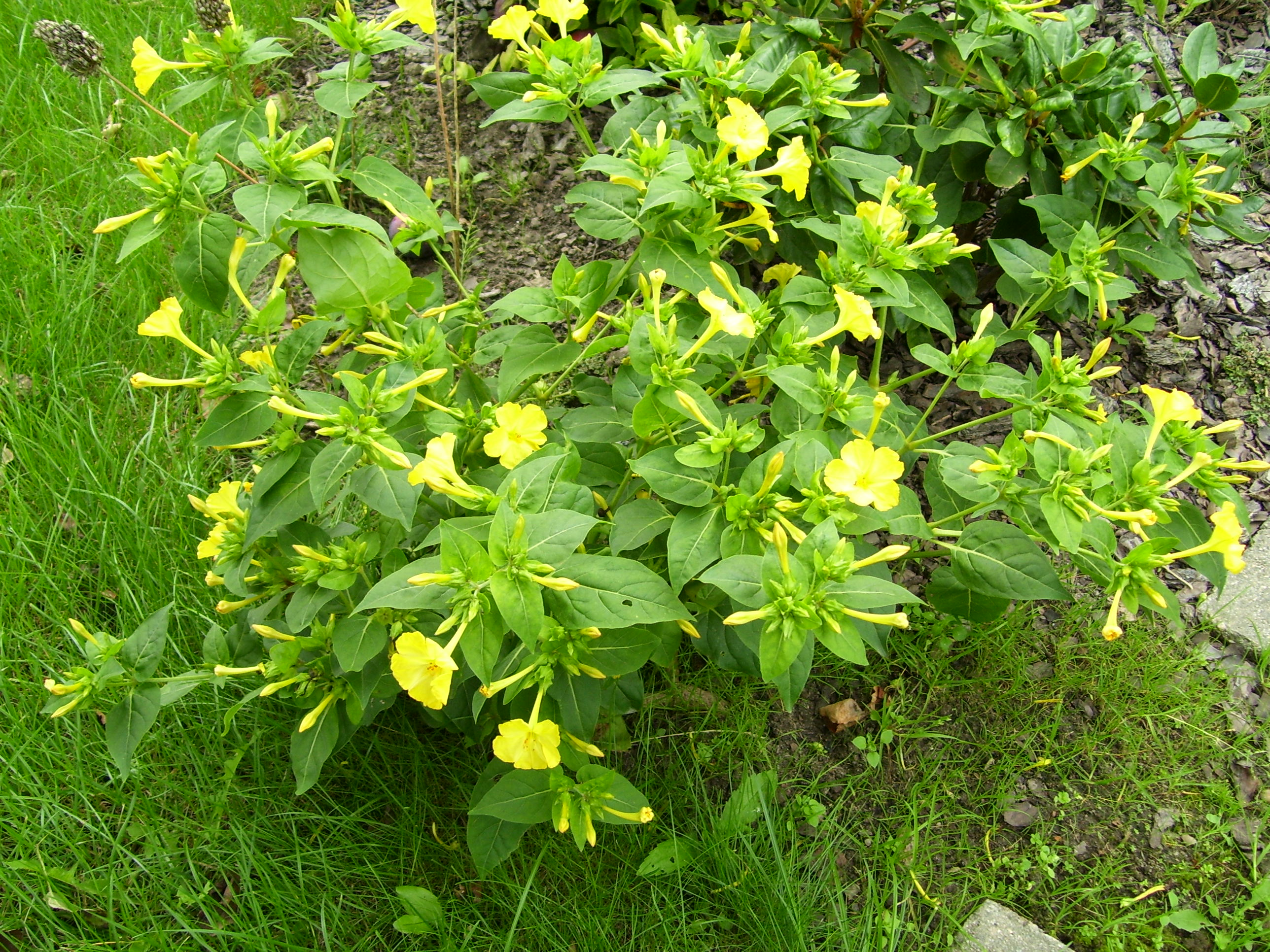
Kvetoucí rostlina
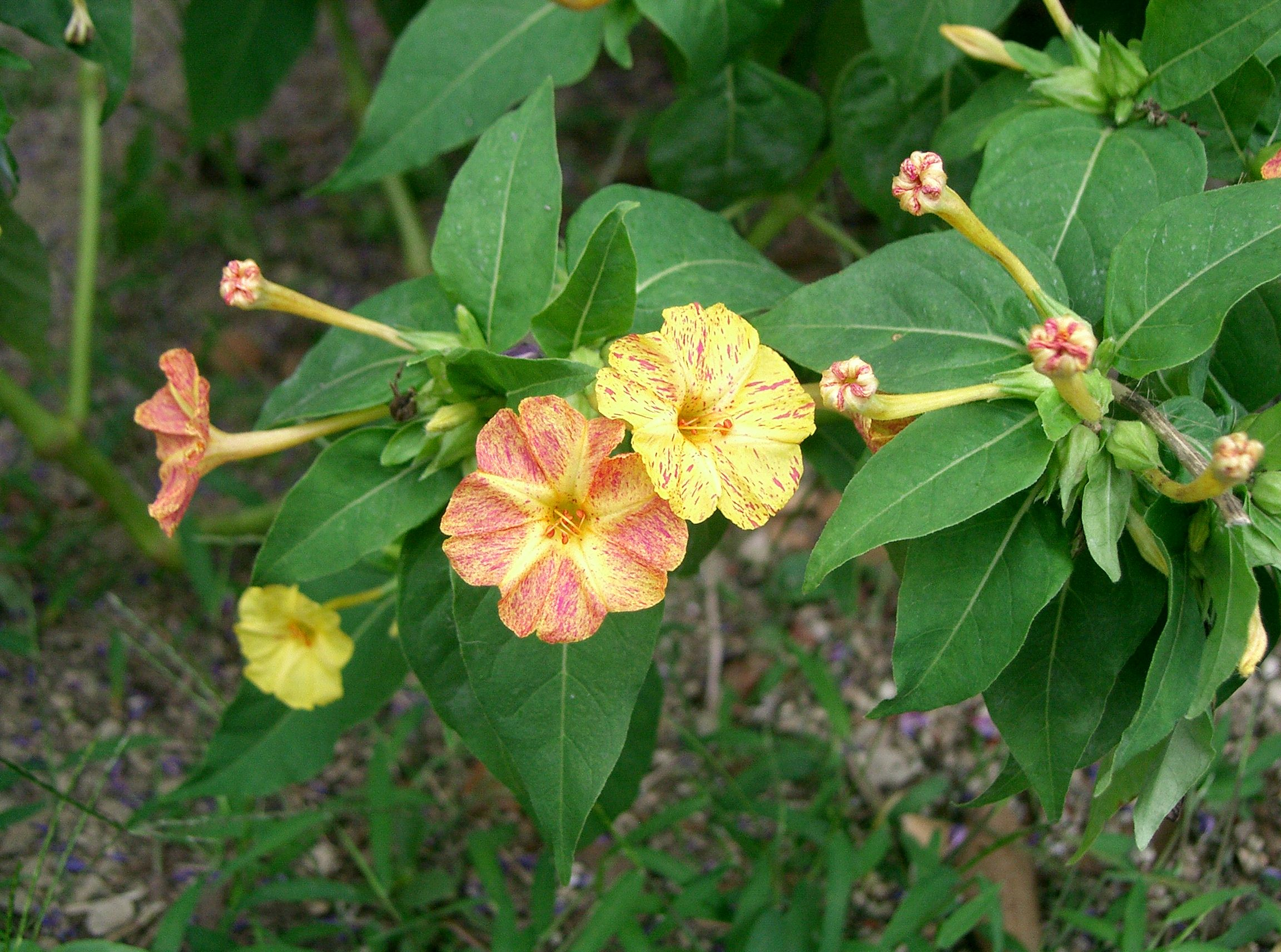
Vícebarevný květ
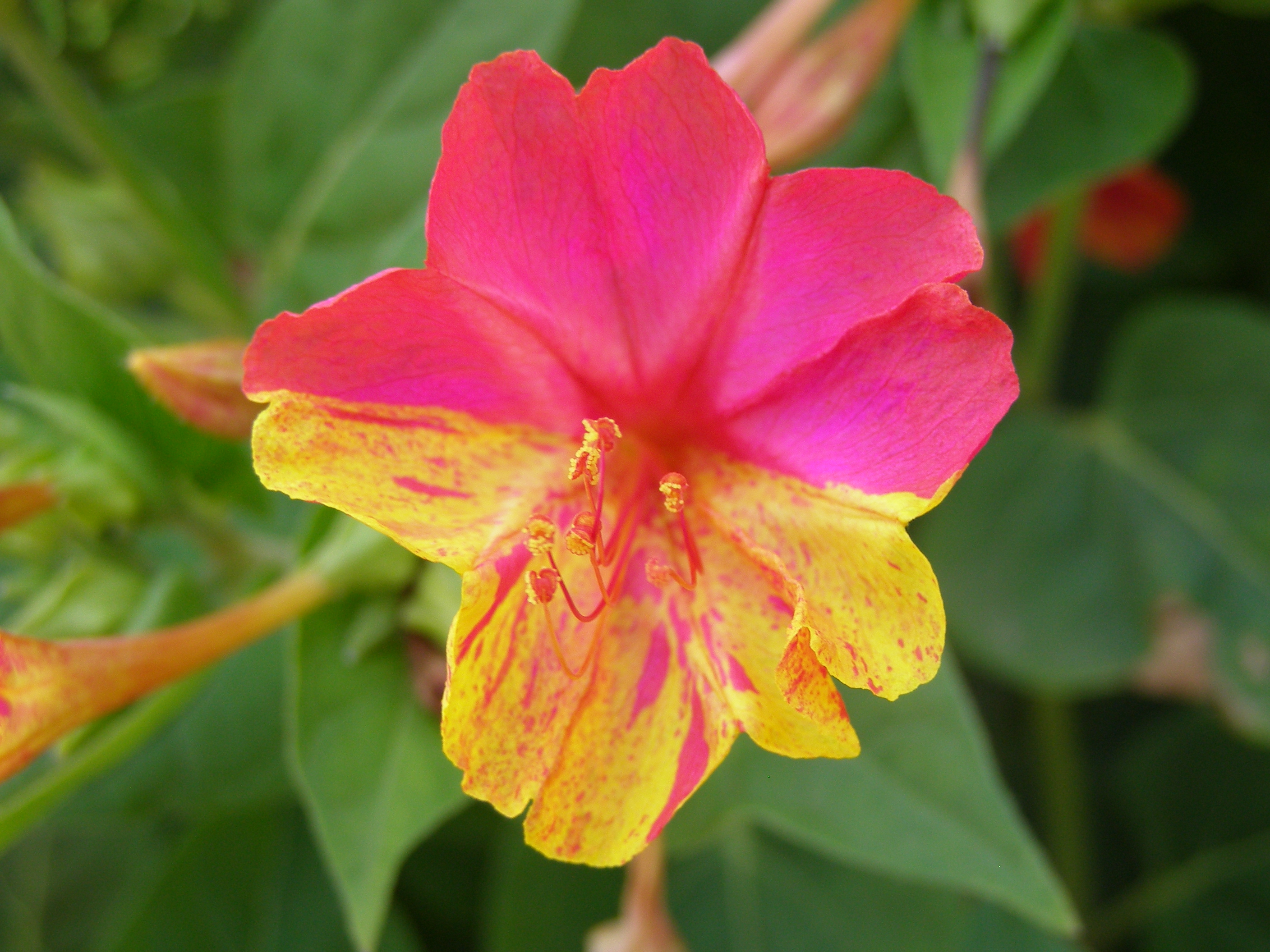
Vícebarevný květ
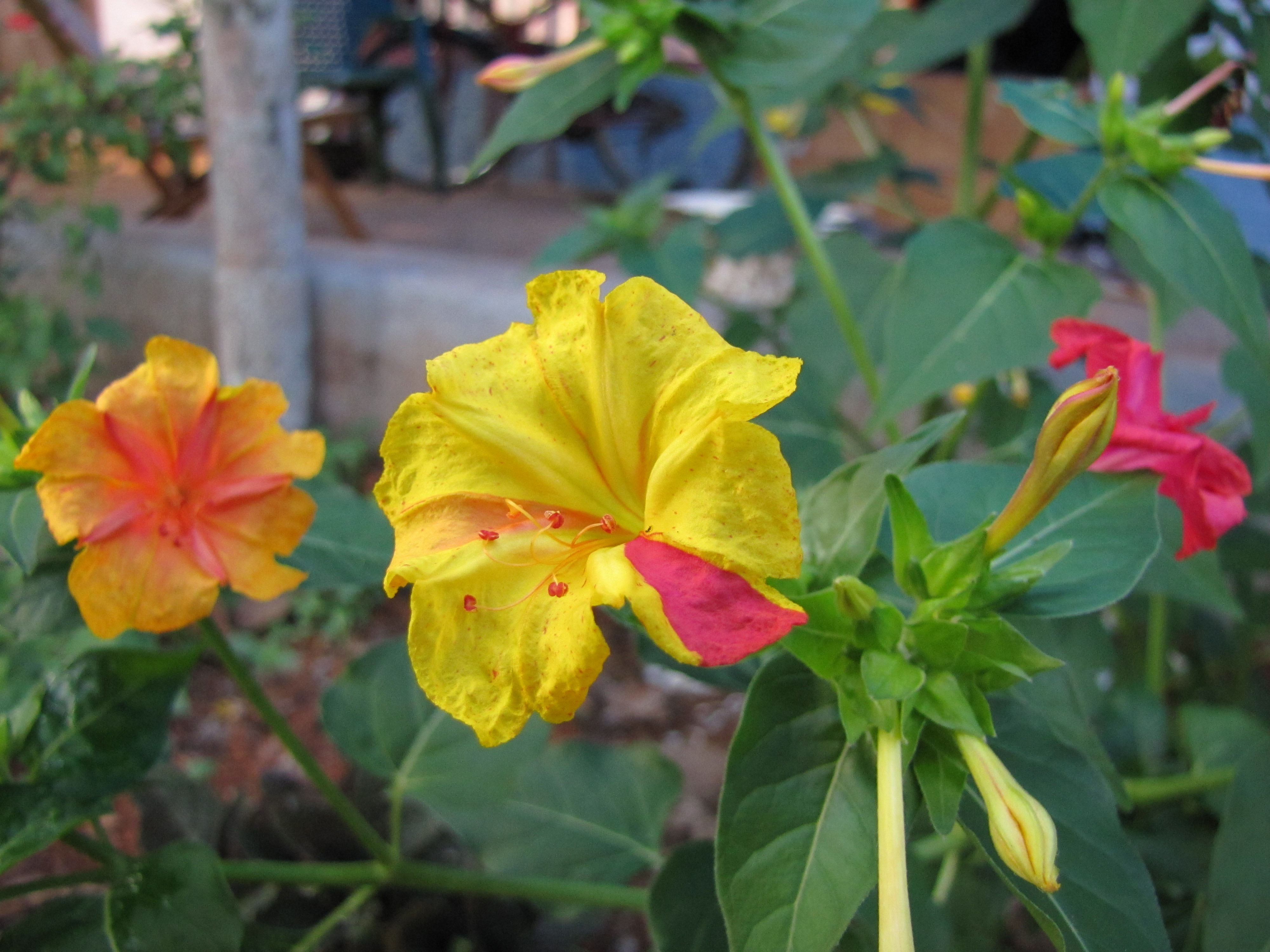
Vícebarevný květ
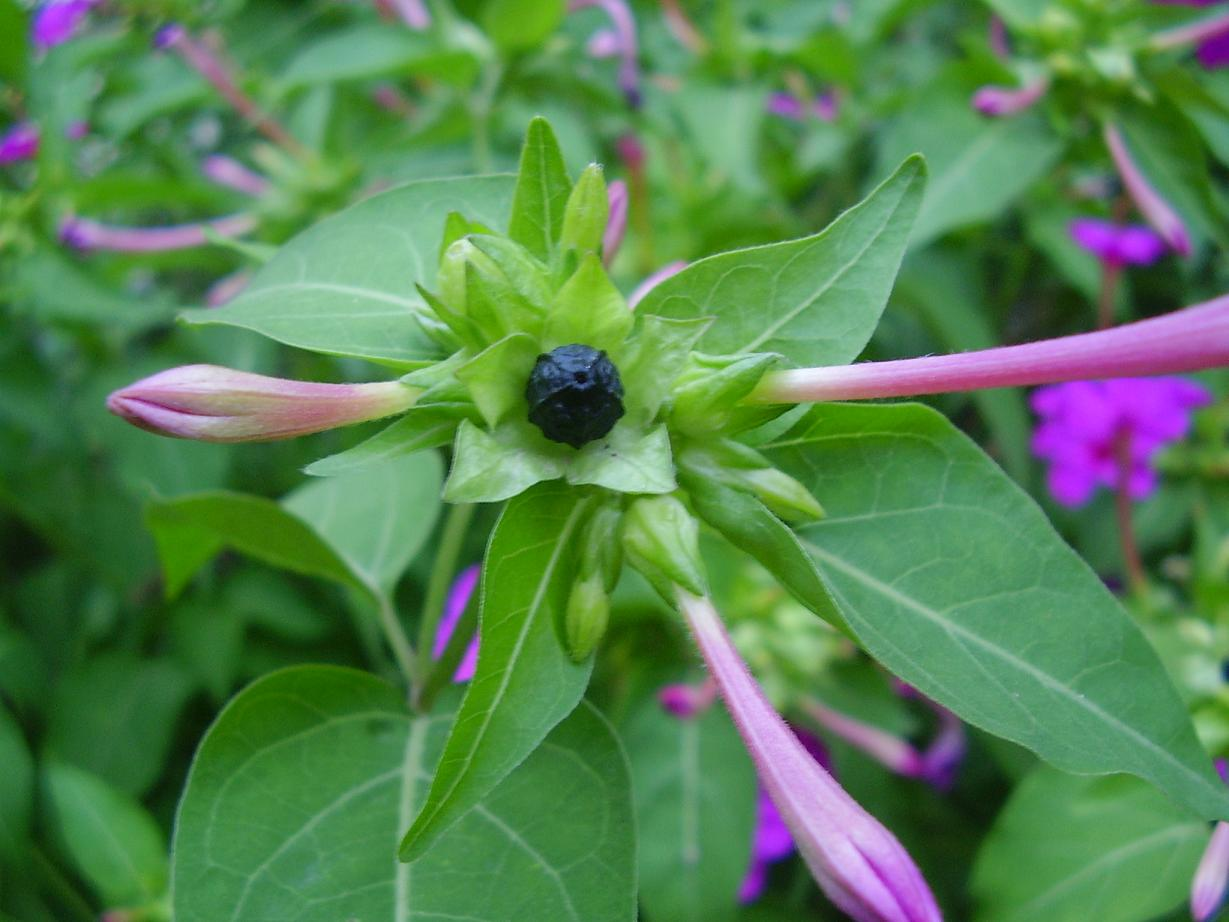
Semeno